# Catedral Santuario del Señor de los Milagros
La Catedral Santuario Señor de los Milagros, o más conocida como el Santuario del Señor de los Milagros, es una catedral ecuatoriana, tallada en madera, que se encuentra en el Malecón de Daule, a pocos pasos del río homónimo, que en la actualidad cuenta con revestimientos de concreto para hacerla más resistente a los sismos.
Es la sede de la actual diócesis de Daule.

## Historia
La historia del Santuario, tallado en madera, se remonta a la época de la Colonia. Según Ricardo Lazo, vicario Episcopal de Daule, desde hace cinco años, el español Isidro de Vienza y Mora, dueño de muchas tierras en lo que es Daule y Balzar y que tenía problemas en la vista, recobró la visión al tener contacto con la imagen –para entonces de Jesús blanco- en lo que sería su primer milagro.
Posteriormente –se dice el 13 de febrero de 1648 aunque hay otra versión de que ocurrió el 14 de septiembre- un esclavo negro se acercó a la imagen y la tocó, un sacrilegio para la época. “Por el hecho de atreverse a tocarlo, el sacristán, para dar ejemplo de lo que no debían hacer los esclavos, lo hizo castigar en la plaza pública. Para solidarizarse con el esclavo, al siguiente día el Cristo apareció de color negro”, cuenta Lazo.
Desde entonces empezó su veneración en estos sectores del campesinado que históricamente han vivido de la agricultura y la ganadería. Vienza y Mora hizo edificar el Santuario del Señor de los Milagros en 1650, en el siglo XVII.
A partir de allí es el referente del catolicismo de los agricultores, en su mayoría arroceros, que con el paso de los años fueron fortaleciendo su fe alrededor del Cristo Negro. Por ello su imagen en cuadros predomina en las casas en el campo. Y de allí justamente son sacadas con motivo de la romería fluvial por el río Daule.
Según relatos, trasladaban la imagen del Señor de los Milagros a Guayaquil, en una balsa por algunos días y la población dauleña lloraba por su ausencia, pero al mismo tiempo se preparaban para recibirlo a su regreso con entusiasmo, amor y fe.
A la llegada de la imagen del Cristo Negro los dauleños en el malecón de Daule, le daban la bienvenida con: Banda de música, flores, fuegos artificiales,  el sonar de las campanas, y además con mucho amor y devoción.
Según la leyenda el Señor de los Milagros fue llevado a Guayaquil, pero al parecer no lo recibieron como debía ser, con honores y mucho amor, hasta que un día el Señor de los Milagros se cansó de ir cada año a Guayaquil. Lo cierto es que en  la balsa que se transportaba la imagen del Cristo Negro de Daule, que estaba atada al puerto de madera
de la ciudad de Guayaquil, por obra y gracia de Dios, se desató  y en un abrir y cerrar de ojos se regreso a Daule por el río de este mismo nombre.
Sonaron  las campanas  y lo más curioso es que nadie subió a la torre  de la iglesia para hacerlas sonar y anunciar el regreso del Cristo Negro de Daule, y los dauleños coparon la orilla del río; nadie se atrevió a preguntarle al Señor de los Milagros el por qué de su regreso.
Los corazones de todos los dauleños les palpitaron tan fuertes que tomaron este milagro como una señal para no dejarlo salir nunca más de Daule. Desde entonces Daule con su Cristo es centro de peregrinación.